# سایمون گیپس-کنت
سایمون گیپس-کنت (انگلیسی: Simon Gipps-Kent؛ ‏ ۲۵ اکتبر ۱۹۵۸ – ۱۶ سپتامبر ۱۹۸۷) بازیگر اهل بریتانیا بود.
از فیلم‌ها یا مجموعه‌های تلویزیونی که وی در آن‌ها نقش داشته‌است، می‌توان به بلک ادر و دکتر هو اشاره نمود.